# 青山 (音樂家)
青山（1938年5月1日—2012年4月4日），原名黎文善，是一位越南音樂家，自20世紀60年代以來一直以描繪學生年代的抒情歌曲而出名。

## 生平
青山本名黎文善，1938年5月1日出生於朔莊，是家中的第十個孩子，兄弟姐妹共12人。1959年，青山報名參加了西貢電臺的歌手選拔賽，並獲得了一等獎。獲獎后，他被邀請去黃仲的“Tiếng tơ đồng”樂隊唱歌。雖然已經成爲了一名歌手，但是青山還是通過黃詩書的著作《創作一首歌曲》學習了作曲。
1975年四三〇事件後，青山停止了創作。青山於2012年4月4日14時30分在胡志明市去世。